# 가브리엘라 파파다키스
가브리엘라 마리아 파파다키스(프랑스어: Gabriella Maria Papadakis, 1995년 5월 10일~)는 프랑스의 피겨스케이팅 선수로 기욤 시즈롱과 조를 이뤄 아이스 댄싱 선수로 활동하고 있다. 올림픽에서 금메달 1개, 은메달 1개를 획득했고, 세계 선수권 대회에서 5회 우승, 유럽 선수권 대회에서 5회 연속 우승을 달성했다.

## 그 외
파파다키스는 2018년 평창 동계 올림픽에서 연기를 펼치던 중 상의를 고정하는 목 부위 후크가 풀린 것을 알아차리고 여러 번 손으로 옷매무새를 바로잡았지만 결국 의상이 흘러내려 왼쪽 젖꼭지를 노출하는 불의의 사고를 당해 화제를 모으기도 했다.